# Asienmeisterschaften im Fechten 2007
Die Asienmeisterschaften im Fechten 2007 fanden vom 22. bis zum 27. August in Nantong (Volksrepublik China) statt. Es wurden nach Geschlechtern getrennt Einzel- und Mannschaftswettbewerbe in den drei Disziplinen des Fechtsports Florett, Degen und Säbel ausgetragen. Der dritte Platz wurde nicht ausgefochten, sodass beide Halbfinalisten eine Bronzemedaille gewannen. Insgesamt wurden also 12 Gold-, 12 Silber- und 24 Bronzemedaillen vergeben. Insgesamt nahmen 349 Fechter (202 Herren und 147 Damen) aus 22 Nationen teil.

## Herren

### Floretteinzel
Im Floretteinzel nahmen 68 Fechter teil.
| Platz | Sportler         | Land |
| ----- | ---------------- | ---- |
| 1     | Yuki Ota         | JPN  |
| 2     | Huang Liangcai   | CHN  |
| 3     | Zhang Liangliang | CHN  |
| 3     | Yusuke Fukuda    | JPN  |

### Florettmannschaft
Im Florettmannschaftswettbewerb nahmen 16 Teams teil.
| Platz | Land                | Sportler |
| ----- | ------------------- | -------- |
| 1     | Volksrepublik China |          |
| 2     | Japan               |          |
| 3     | Südkorea            |          |
| 3     | Hongkong            |          |

### Degeneinzel
Im Degeneinzel nahmen 74 Fechter teil.
| Platz | Sportler      | Land |
| ----- | ------------- | ---- |
| 1     | Ju Hyun-seung | KOR  |
| 2     | Sergei Chodos | KAZ  |
| 3     | Shōgo Nishida | JPN  |
| 3     | Wang Lei      | CHN  |

### Degenmannschaft
Im Degenmannschaftswettbewerb nahmen 19 Teams teil.
| Platz | Land                | Sportler |
| ----- | ------------------- | -------- |
| 1     | Volksrepublik China |          |
| 2     | Kasachstan          |          |
| 3     | Südkorea            |          |
| 3     | Japan               |          |

### Säbeleinzel
Im Säbeleinzel nahmen 61 Fechter teil.
| Platz | Sportler      | Land |
| ----- | ------------- | ---- |
| 1     | Wang Jingzhi  | CHN  |
| 2     | Zhong Man     | CHN  |
| 3     | Kim Jung-hwan | KOR  |
| 3     | Zhou Hanming  | CHN  |

### Säbelmannschaft
Im Säbelmannschaftswettbewerb nahmen 16 Teams teil.
| Platz | Land                | Sportler |
| ----- | ------------------- | -------- |
| 1     | Volksrepublik China |          |
| 2     | Südkorea            |          |
| 3     | Japan               |          |
| 3     | Iran                |          |

## Damen

### Floretteinzel
Im Floretteinzel nahmen 52 Fechterinnen teil.
| Platz | Sportler        | Land |
| ----- | --------------- | ---- |
| 1     | Zhang Lei       | CHN  |
| 2     | Su Wanwen       | CHN  |
| 3     | Chieko Sugawara | JPN  |
| 3     | Jung Gil-ok     | KOR  |

### Florettmannschaft
Im Florettmannschaftswettbewerb nahmen 12 Teams teil.
| Platz | Land                | Sportler |
| ----- | ------------------- | -------- |
| 1     | Volksrepublik China |          |
| 2     | Südkorea            |          |
| 3     | Japan               |          |
| 3     | Singapur            |          |

### Degeneinzel
Im Degeneinzel nahmen 49 Fechterinnen teil.
| Platz | Sportler        | Land |
| ----- | --------------- | ---- |
| 1     | Li Na           | CHN  |
| 2     | Amber Parkinson | AUS  |
| 3     | Zhang Li        | CHN  |
| 3     | Luo Xiaojuan    | CHN  |

### Degenmannschaft
Im Degenmannschaftswettbewerb nahmen 14 Teams teil.
| Platz | Land                | Sportler |
| ----- | ------------------- | -------- |
| 1     | Volksrepublik China |          |
| 2     | Südkorea            |          |
| 3     | Japan               |          |
| 3     | Hongkong            |          |

### Säbeleinzel
Im Säbeleinzel nahmen 47 Fechterinnen teil.
| Platz | Sportler       | Land |
| ----- | -------------- | ---- |
| 1     | Tan Xue        | CHN  |
| 2     | Bao Yingying   | CHN  |
| 3     | Seira Nakayama | JPN  |
| 3     | Kim Keum-hwa   | KOR  |

### Säbelmannschaft
Im Säbelmannschaftswettbewerb nahmen 11 Teams teil.
| Platz | Land                | Sportler |
| ----- | ------------------- | -------- |
| 1     | Volksrepublik China |          |
| 2     | Südkorea            |          |
| 3     | Japan               |          |
| 3     | Hongkong            |          |

## Medaillenspiegel
| Platz  | Land                | Gold | Silber | Bronze | Gesamt |
| ------ | ------------------- | ---- | ------ | ------ | ------ |
| 1      | Volksrepublik China | 10   | 4      | 5      | 19     |
| 2      | Südkorea            | 1    | 4      | 5      | 10     |
| 3      | Japan               | 1    | 1      | 9      | 11     |
| 4      | Kasachstan          | 0    | 2      | 0      | 2      |
| 5      | Australien          | 0    | 1      | 0      | 1      |
| 6      | Hongkong            | 0    | 0      | 3      | 3      |
| 7      | Singapur            | 0    | 0      | 1      | 1      |
| 8      | Iran                | 0    | 0      | 1      | 1      |
| Gesamt | Gesamt              | 12   | 12     | 18     | 42     |